# Дура Еуропос
Дура Еуропос (грч. Δουρα Ευρωπος) је древни град на реци Еуфрат (близу савременог града Ал Салихија у Сирији), који је постојао у периоду од око 300. пне. до 256. година нове ере. Познат је по археолошким налазима и добро очуваним античким фрескама. Дура на арамејском језику значи "тврђава".

## Историја града
Град је основао краљ Селеук I Никатор око 300. пне. заједно са многим другим, трајао је више од 550 година. Око 100. пне. био је под влашћу Партхијског краљевства, а од 165. године део Римског царства. У то време био је главни трговачки центар, а већина археолошких налазишта датира из овог периода времена. 256. године окупиран је од стране трупа Сасанидског царства, разорен је и напуштен.
Селеукус, диадох Александра Великог, изабрао је напуштену асирску тврђаву на путу од Дамаска до Месопотамије за насељавање својих војника и дао јој име "Дура". Римљани су назвали град "Дура Еуропос", јер се локална аристократија састојала од потомака Македонаца, односно нагласио је да су градом владали "Европљани" из Македоније. Тврђава је стајала на узвишењу обале средњег Еуфрата, заштићена са 3 стране стрмим литицама, а четврта страна, насупрот реци и поред пустиње, била је окружена дугачким равним зидом са кулама.
Град је плански изграђен у Селеукидовом времену, што обухвата агору, остатке храмова, цитадела. Временом је цивилно становништво почело да преовлађује у граду, из тврђаве која се претворила у провинцијски град који се формирао око градског трга.
Град је имао етнички мешовито становништво: врх или племићи су имали грчко-македонске корене, већина становништва су били Сиријци, Арапи, Јевреји и представници иранских племена. У граду су владали грчки обичаји, под управом већа најутицајнијих грађана, Грка по пореклу.
Након освајања Дура Еуропоса од стране Партхианаса, мало се шта променило у свакодневном животу града, осим што се источни утицај повећао у грчко-македонским породицама, где су почели да се практикују бракови између блиских рођака. Палата, рушевине бројних храмова (Баал, Артемис-Нанаиа, Атаргатис, Зевс Куриос, Зеус Теос, "Палмирски богови") са фрескама и рељефима су сачувани из Партхијског времена.
Римско време укључује утврђења, термална купатила, храмове, укључујући хришћанску цркву, синагогу и храм Митре - све три са јединственим фрескописом. Синагога Дура Еуропос је саграђена 244. године, само 10 година пре освајања града од стране Сасанида, наследника персијске државе Ахајанида. Хришћанска црква и синагога су се налазили поред градског зида, при изградњи утврђења покривени су песком унутра, због чега су до нашег времена сачуване библијски ретке фреске, а напуштени град је нестао под утицајем времена .
Жестока опсада оставила је трагове у граду. Персијанци (Сасаниди) подигли су велику земаљску рампу, којом су срушили зид. Истовремено, нападачи су копали подземни пролаз испод зидина. Римљани су, заузврат, ископали свој пут, а као резултат подземне битке, многи лешеви римских војника остали су у рововима. Градски зид је потонуо у тунел, али се у целини опирао. Једна од кула се срушио, сахрањивала је испод себе, чиме је очувала предмете римског наоружања за археологе.
По претпоставци археолога, када су узели град, Персијанци су могли користити примитивно хемијско оружје против Римљана - сумпор и битумен. Према анализи садржаја пловила, пронађеног близу једног костура у тунелу близу 19. кула града, смоле и сумпор су били у пловилу.
Истраживачи сугеришу да је тактика персијског тунела, која је довела до пада Дура Еуропоса, садржавала чињеницу да су Персијанци запалили главне правце тунела и, у случају пробијања римског тунела, отровне супстанце бачене у ватру. Доказ успеха ове тактике сматра се великим бројем костију римских војника у контра-минама. Раније се обично сматрало да су то људи убијени током борби у подземним тунелима, иако је било чудно што су остаци Персијанаца дубоко уроњени у тунелима. После смрти великог броја римских војника, контра-минуси су постали пролази за персијске војнике који су ушли у град и на крају их заробили .

## Нова историја града
Постојање Дура Еуропоса је дуго било познато само из писаних извора.
Дана 31. марта 1920. године, хинду војници под командом капетана М. С. Мурпхи британских војника стационираних на Блиском истоку, ископали су ров у близини непознатих рушевина на узвишењу поред града Салихија. Арапска племена у тим пределима били су покренула оружани устанак, надајући се да ће освоити независност након пада Османског царства. Испод песка, открили су лепо очувану слику на зиду, на којој је приказан сиријски свештеник. Овако је пронађен Дура Еуропос, или, како то новинари називају, Помпеји сиријске пустиње.
Одмах је започело ископавање локације од стране археолога америчких (Џејмс Брестед) и француског (Франц Цумонт), али су убрзо прекинути због борбе за национално ослобођење у региону. Од краја 1920. до почетка Другог светског рата, град је истраживала експедиција коју је финансирао Универзитет Јејл (САД). Најважнији налази откривени су под руководством руског историчара М.И. Ростовцева, који је одмах након револуције емигрирао у Америку. Ископавања су настављена 1986. године.
Поред бројних остатака архитектонских споменика, фресака на зидовима најстарије синагоге, јединствених предмета античког оружја, пронађени су документи на грчком, латинском, арамејском и другим језицима. Постоје и рушевине прилично скромних димензија, али најстарије познате хришћанске цркве.
Зидови синагоге са фрескама реконструисани су у Националном музеју у Дамаску, остали су само остаци зидова, храмова и тврђава. Писани документи се чувају у Уметничкој галерији Универзитета Јејл.

## Тренутно стање
После почетка грађанског рата у Сирији 2011. године, "пејзаж кратера" унутар циглених зидова града видљив је на сателитским снимцима. Више од 70% територије прекопали су и опљачкали мараудери како би финансирали исламску државу..